# Sylwester Zimny
Sylwester Zimny (ur. 30 grudnia 1970 w Krotoszynie, zm. 19 sierpnia 2002) – polski lekkoatleta, wieloboista, halowy mistrz Polski, reprezentant Polski.

## Kariera sportowa
Był zawodnikiem Juvenii Wrocław i AZS-AWF Wrocław. Jego trenerem był Dariusz Łoś.
W 1989 został mistrzem Polski juniorów w dziesięcioboju. Na mistrzostwach Polski seniorów na otwartym stadionie zdobył jeden medal: srebrny w sztafecie 4 x 100 metrów w 1991. Najbliżej medalu indywidualnie był w 1990, kiedy to zajął 5. miejsce w dziesięcioboju, w tej samej konkurencji był 6. w 1991. W halowych mistrzostwach Polski seniorów wywalczył dwa medale w siedmioboju: złoty w 1992 i brązowy w 1991. 
Reprezentował Polskę w zawodach Superligi Pucharu Europy w wielobojach, zajmując w 1991 20. miejsce, z wynikiem 7185.
Po ukończeniu studiów pracował w Miliczu jako nauczyciel w-f i od 2002 kierownik Ośrodka Wypoczynku Świątecznego.
Rekord życiowy w dziesięcioboju: 7185 (7.09.1991), w siedmioboju w hali: 5252 (24.02.1990).
Jest patronem stadionu lekkoatletycznego w Miliczu.